# توپلا (بور)
توپلا (به صربی: Topla) یک منطقهٔ مسکونی در صربستان است که در بور واقع شده‌است. توپلا ۱۰۰ نفر جمعیت دارد.